# 邁克·安格拉諾
邁克·安格拉諾（英語：Michael Angarano；1987年12月3日—）是美國的一位演員。他出生在紐約布魯克林。他出演過的主要作品有紐約醫情。